# Heliura kennedyi
Heliura kennedyi là một loài bướm đêm thuộc phân họ Arctiinae, họ Erebidae.